# Fenrir (satélite)
Fenrir, também conhecido como Saturno XLI, é um satélite natural de Saturno. Sua descoberta foi anunciada por Scott S. Sheppard, David C. Jewitt, Jan Kleyna, e Brian G. Marsden em 4 de maio de 2005, a partir de observações feitas entre 13 de dezembro de 2004 e 5 de março de 2005. Sua designação provisória foi S/2004 S 16.
Fenrir tem cerca de 4 km de diâmetro, e orbita Saturno a uma distância média de 22 454 800 km em 1260,42 dias, com uma inclinação de 164° com a eclíptica, em uma direção retrógrada com uma excentricidade de 0,1332.
Foi nomeado em abril de 2007 a partir de Fenrisulfr, um lobo gigante da mitologia nórdica.